# Барокова гітара

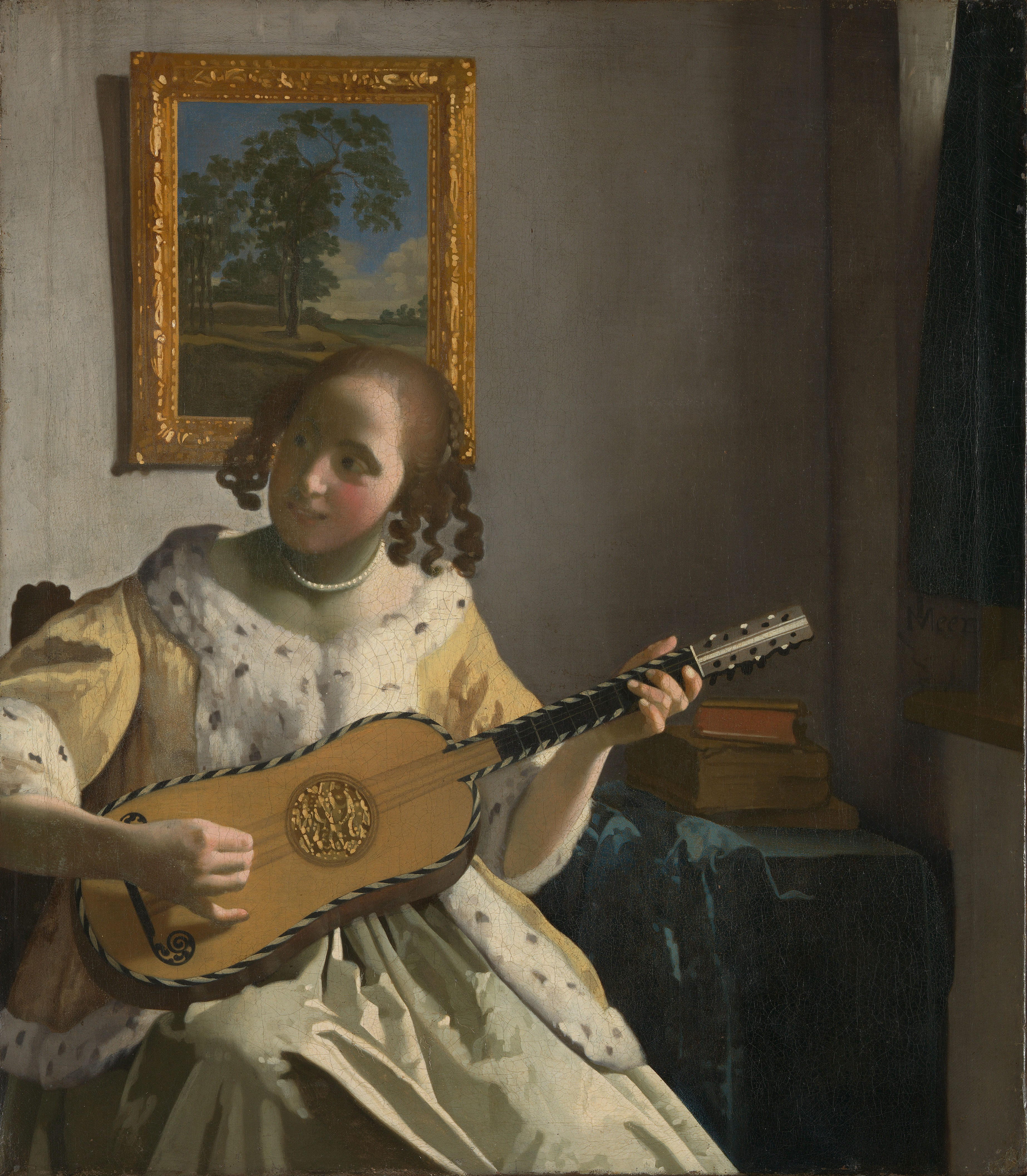
Гітаристка. Картина роботи Яна Вермеєра (бл. 1672)

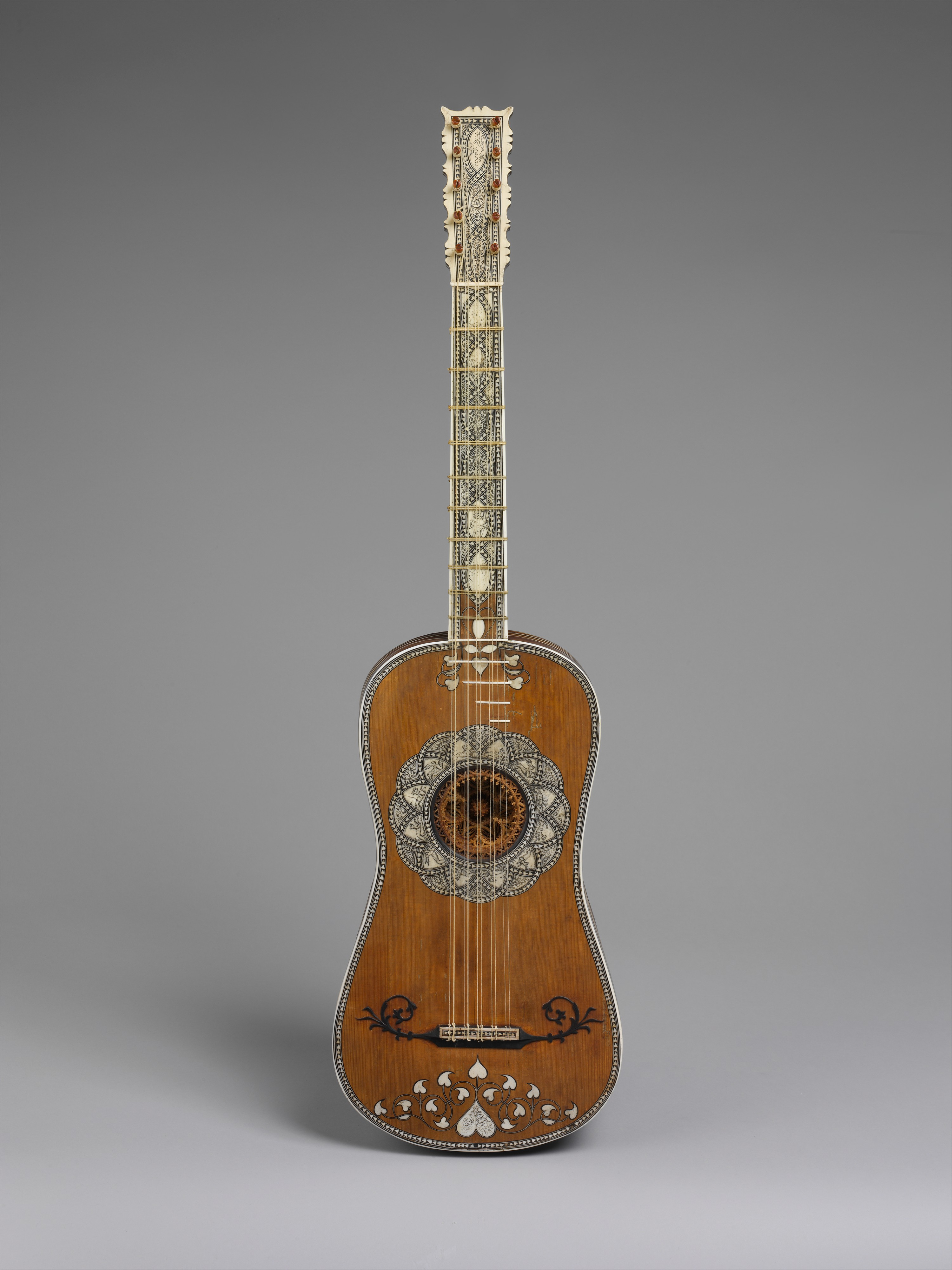
Барокова гітара роботи Маттео Саласа (1630–50 рр.)

Баро́кова гіта́ра — музичний інструмент з п'ятьма подвійними струнами, що налаштовувались через кварту.
Вживалася переважно для акомпанування в музиці розважального характеру, а французькі композитори використовували гітару в балетах. Наприклад у балетах «Феї Сен-Жерменського лісу» (1625) і в «Багатій вдові» (1626) заради більшої правдоподібності на гітарі грають музиканти, одягнені в іспанські костюми. У першому балеті виконавці Чакон «пристосовують звуки своїх гітар до моторних рухів ніг». У другому, поставленому Його Величністю у Великому залі Лувру, антре гренадерів розгортаються також під акомпанемент гітари. За повідомленням «Меркюрі де Франс», у цьому спектаклі парі, що танцювала сарабанду, акомпанував на гітарі сам Людовик XIII.
Рівночасно, в ряді трактатів відзначається дещо зневажливе ставлення до гітари, як до інструменту, що належить переважно до легкої, розважальної музики. Наприклад, іспанський гітарист Луї де Брісеньйо відзначає роль гітари, «щоб співати, бавитися, танцювати, скакати … тупотіти ногами»[6], а П'єр Тріше зауважив, що гітаристи «сіпаючи всім тілом, безглуздо і смішно жестикулють, так що гра на інструменті стає неясною і плутаною». А невідомий автор середини XVII століття згадує: «Єдине, для чого ще використовували … теорби, лютні і гітари … Ці допотопні жалюгідні інструменти переробляли в Виель; то кінець їх існування».
Разом з тим існують свідчення і незгасаючої популярності гітари. Так, Мадмуазель де Шароле на замовленому нею портреті представлена з гітарою в руках, злегка перебирає її струни. Ватто і Ланкре вводять гітару в зображення любовних сцен. Випускається і література для гітари, наприклад керівництво Сантьяго де Мурсії «Короткі правила гітарного акомпанементу», що доповнює збірник танців (Мадрид, 1714); «Загальні правила і настанови» (Мадрид, 1752—1754) Пабло Мінгета тощо.

## Стрій
| Композитори | Стрій | Звукоряд                                |
| --- | ----- | --------------------------------------- |
| Фердинандо Валдамаріні (Італія, 1646/7) Гаспар Санц (Іспанія, 1674)                                                                                        |       | E - B - G - D - A                       |
| Антуан Карре (Франція, 1671) Робер де Візе (Франція, 1682) Ніколас Дерозьє (Нідерланди, 1690)                                                              |       | E - B - G - D (в октаву) - A            |
| Джироламо Монтесардо (Італія, 1606) Бенедетто Сансеверіно (Італія, 1620) Джованні Паоло Фоскаріні (Італія, 1640) Франциско Франсіско Герау (Іспанія, 1694) |       | E - B - G - D (в октаву) - A (в октаву) |